# Gonçalo Galvão Teles
Gonçalo Laidley Melo Galvão Teles (* 1973 in Lissabon) ist ein portugiesischer Regisseur, Drehbuchautor und Filmproduzent.

## Werdegang
Er wurde 1973 als Sohn des Regisseurs Luís Galvão Teles geboren. Nach Abschluss eines Jurastudiums an der Universität Lissabon ging er an die University of Southern California, wo er an der Filmfakultät das Drehbuchschreiben studierte. Nach seiner Rückkehr gewann sein Animationsfilm A Suspeita 2000 den Europäischen Filmpreis Cartoon d’Or.
Für seinen Film Senhor X, mit dem 2012 verstorbenen Regisseur Fernando Lopes in einer Filmrolle, erhielt er 2010 zwei Auszeichnungen beim Filmfestival Caminhos do Cinema Português in Coimbra, wo er 2005 bereits für O Outro Lado do Arco-Íris den Don-Quijote-Preis erhalten hatte. Auch für seinen Kurzfilm Antes de Amanhã (2007) hatte er dort einen Preis gewonnen, ebenso beim Ovarvídeo-Filmfestival in Ovar 2008.
Er war 2007 am Drehbuch des Films Dot.com seines Vaters beteiligt und schrieb 2010 für die internationale Produktion O Último Voo do Flamingo auf Grundlage des gleichnamigen Romans von Mia Couto das Drehbuch, zusammen mit dem mosambikanischen Regisseur João Ribeiro.

## Filmografie
| - 2000: A Suspeita (Kurzfilm); R: José Miguel Ribeiro - 2001: Teorema de Pitágoras (TV, auch Regie) - 2001: The Birthmark (Kurzfilm); R: Mikael Kreuzriegler, Vanesse Newell - 2002: Jogo da Glória (TV); R: Fernando Vendrell - 2004: Tudo Isto É Fado (Dialoge); R: Luís Galvão Teles - 2004: O Outro Lado do Arco-Íris (Kurzfilm, auch Regie) - 2007: O Jardim do Outro Homem; R: Sol de Carvalho - 2007: Dot.com (Mitarbeit); R: Luís Galvão Teles - 2007: Antes de Amanhã (Kurzfilm, auch Regie) - 2010: O Último Voo do Flamingo (mit dem Regisseur); R: João Ribeiro - 2010: Senhor X (Kurzfilm, auch Regie) - 2010: Fim (Kurzfilm); R: Elvis Veiguinha - 2016: Eis (Gelo) (zusammen mit Luís Galvão Teles auch Regie) - 2001: Teorema de Pitágoras (TV) - 2004: O Outro Lado do Arco-Íris (Kurzfilm) - 2007: Antes de Amanhã (Kurzfilm) - 2010: Senhor X (Kurzfilm) - 2016: Eis (Gelo), mit Luís Galvão Teles - 2018: Soldado Milhões (auch TV-Mehrteiler) - 2022: Nothing Ever Happened | - 2002: Timor Leste: O sonho do Crocodilo (Doku.); R: Diana Andringa - 2003: Engenho e Obra: Engenharia em Portugal no Seculo XX (Doku.); R: Teresa Olga - 2004: Tudo Isto É Fado; R: Luís Galvão Teles - 2005: Glamour (Kurzfilm); R: Luís Galvão Teles - 2005: Tatana (Kurzfilm); R: João Ribeiro - 2011: A Morte de Carlos Gardel; R: Solveig Nordlund - 2016: Refrigerantes e Canções de Amor, R: Luís Galvão Teles - 2017: Praça Paris; R: Lúcia Murat - 2019: La pasión de Javier (Ko-Produzent), R: Eduardo Guillot - 2020: Mulher como Árvore (Doku, Kurzfilm), R: Daniela Cajías, Helder Faria, Flávio Ferreira - 2020: Moço; R: Bernardo Lopes - 2021: My Private Desert (Deserto Particular) - 2022: A Raínha e a Bastarda (Fernsehserie) |